# 罗什圣塞克雷-贝科讷
罗什圣塞克雷-贝科讷（法語：Roche-Saint-Secret-Béconne，法語發音：[ʁɔʃ sɛ̃ səkʁɛ bekɔn]）是法国德龙省的一个市镇，位于该省中部偏南，属于尼永斯区。

## 地理
罗什圣塞克雷-贝科讷（44°28'38"N, 5°1'43"E）面积33.23 平方千米，位于法国奥弗涅-罗讷-阿尔卑斯大区德龙省，该省份为法国东南部内陆省份，北起顺时针与伊泽尔省、上阿尔卑斯省、上普罗旺斯阿尔卑斯省、沃克吕兹省和阿尔代什省接壤。
与罗什圣塞克雷-贝科讷接壤的市镇（或旧市镇、城区）包括：迪约勒菲、莱河畔蒙布里松、蒙茹、勒佩格、勒波厄拉瓦、托利尼昂。
罗什圣塞克雷-贝科讷的时区为UTC+01:00、UTC+02:00（夏令时）。

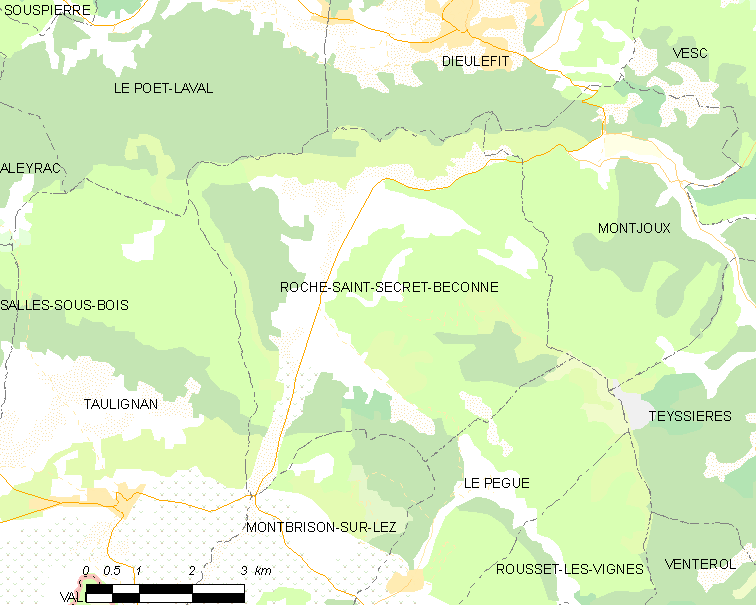
罗什圣塞克雷-贝科讷的OSM定位图

## 行政
罗什圣塞克雷-贝科讷的邮政编码为26770，INSEE市镇编码为26276。

## 政治
罗什圣塞克雷-贝科讷所属的省级选区为迪约勒菲县。

## 人口

1962-2008年间罗什圣塞克雷-贝科讷人口变化图示

罗什圣塞克雷-贝科讷于2022年1月1日时的人口数量为477人。